# Млат
Млат је средњовековно оружје, састоји се од металне кугле која је обично ланцем везана за дршку. Има доста несугласица око имена овог оружја. Имена као што су јутарња звезда и буздован се често спомињу као име овог оружја, мада су то оружја која се доста разликују од млата који виси на ланцу. Понајвише је коришћен у Европи од 13. века до 15. века. Млат је у народу познат и као млатило. 
Млат је као и већина средњовековног оружја настао од пољопривредне алатке, која је служила за одвајање зрна пшенице од стабљики. Сматра се да су сељаци побуњеници ову алатку увели у војну употребу када се на делу видела његова ефикасност, поготово када се на куглу додало пар шиљака. 
Генерално веровало се да млат наноси знатно веће оштећење него мач или буздован, и није тешко оружје а витлањем даје велики импулс при удару. Млат је углавном коришћен у борби против добро оклопљених непријатеља, где су мач и копље готово бескорисни. 

## Остале карактеристике млата
- За разлику од мача или буздована млат не трпи не негативне вибрације приликом удара.
- Врло је тешко блокирати штитом или оружјем одбити ударац млата, јер он може да се савије преко препреке као што су штит и мач и да стигне до свог одредишта.
- Насупрот народном мишљењу, млат пружа одличну одбрану током кретања.
- Млату је потребан велики простор за замах те врло лако доводи у опасност саборце у околини.
- Млат није само европско оружје, појављује се и у Индији, а у југоисточној Азији појављује се блажа верзија млата у виду нунчаки.